# Liste der Nationalstraßen in Litauen
Litauen hat 132 Nationalstraßen, auf Litauisch krašto keliai.
| Kurz | Name | Verlauf                                    | Länge     |
| ---- | ---- | ------------------------------------------ | --------- |
| K101 | 101  | Vilnius – Šumskas                          | 35,99 km  |
| K102 | 102  | Vilnius – Švenčionys – Zarasai             | 162,94 km |
| K103 | 103  | Vilnius – Polockas                         | 33,05 km  |
| K104 | 104  | Šalčininkai – Dieveniškės – Krakūnai       | 32,61 km  |
| K105 | 105  | Pirčiupiai – Eišiškės                      | 29,97 km  |
| K106 | 106  | Naujoji Vilnia – Rudamina – Paneriai       | 29,27 km  |
| K107 | 107  | Trakai – Vievis                            | 17,52 km  |
| K108 | 108  | Vievis – Maišiagala – Nemenčinė            | 53,71 km  |
| K109 | 109  | Švenčionys – Lentupiai                     | 8,78 km   |
| K110 | 110  | Švenčionys – Adutiškis                     | 30,94 km  |
| K111 | 111  | Utena – Kaltanėnai – Švenčionys            | 65,11 km  |
| K112 | 112  | Ignalina – Didžiasalis                     | 37,12 km  |
| K113 | 113  | Dūkštas – Visaginas                        | 13,42 km  |
| K114 | 114  | Molėtai – Kaltanėnai – Ignalina            | 55,63 km  |
| K115 | 115  | Ukmergė – Molėtai                          | 42,59 km  |
| K116 | 116  | Širvintos – Rimučiai – Kernavė – Dūkštos   | 30,42 km  |
| K117 | 117  | Zarasai – Bradesiai – Obeliai              | 40,95 km  |
| K118 | 118  | Kupiškis – Utena                           | 53,63 km  |
| K119 | 119  | Molėtai – Anykščiai                        | 42,46 km  |
| K120 | 120  | Radiškis – Anykščiai – Rokiškis            | 85,57 km  |
| K121 | 121  | Anykščiai – Troškūnai – Panevėžys          | 57 km     |
| K122 | 122  | Daugpilis – Kupiškis – Panevėžys           | 107,62 km |
| K123 | 123  | Biržai – Pandėlys – Rokiškis               | 66,75 km  |
| K124 | 124  | Kupiškis – Vabalninkas – Biržai            | 51,45 km  |
| K125 | 125  | Biržai – Raubonys                          | 19,9 km   |
| K126 | 126  | Šalčininkai – Butrimonys – Eišiškės        | 32,92 km  |
| K127 | 127  | Babriškės – Varėna – Eišiškės              | 46,78 km  |
| K128 | 128  | Valkininkų GS – Daugai – Alytus            | 46 km     |
| K129 | 129  | Antakalnis – Jieznas – Alytus – Merkinė    | 80,87 km  |
| K130 | 130  | Kaunas – Prienai – Alytus                  | 66,18 km  |
| K131 | 131  | Alytus – Simnas – Kalvarija                | 57,12 km  |
| K132 | 132  | Alytus – Seirijai – Lazdijai               | 43,83 km  |
| K133 | 133  | Merkinė – Leipalingis                      | 25,85 km  |
| K134 | 134  | Leipalingis – Lazdijai – Kalvarija         | 55,95 km  |
| K135 | 135  | Lazdijai – Akmeniai                        | 9,04 km   |
| K136 | 136  | Vinčai – Pilviškiai – Vilkaviškis          | 30,56 km  |
| K137 | 137  | Pilviškiai – Šakiai – Jurbarkas            | 57,81 km  |
| K138 | 138  | Vilkaviškis – Kudirkos Naumiestis – Šakiai | 44,16 km  |
| K139 | 139  | Kauno HE – Garliava                        | 11,89 km  |
| K140 | 140  | Kaunas – Zapyškis – Šakiai                 | 61,1 km   |
| K141 | 141  | Kaunas – Jurbarkas – Šilutė – Klaipėda     | 228,92 km |
| K142 | 142  | Kaišiadorys – Žiežmariai                   | 6,78 km   |
| K143 | 143  | Jonava – Žasliai – Kloniniai Mijaugonys    | 45,82 km  |
| K144 | 144  | Jonava – Kėdainiai – Šeduva                | 90,06 km  |
| K145 | 145  | Kėdainiai – Šėta – Ukmergė                 | 47,07 km  |
| K146 | 146  | Raseiniai – Šilinė                         | 34,98 km  |
| K147 | 147  | Tauragė – Pašventys                        | 31,7 km   |
| K148 | 148  | Raseiniai – Tytuvėnai – Radviliškis        | 63,06 km  |
| K149 | 149  | Smilgiai – Pakruojis                       | 24,83 km  |
| K150 | 150  | Šiauliai – Pakruojis – Pasvalys            | 69 km     |
| K151 | 151  | Pakruojis – Linkuva                        | 15,32 km  |
| K152 | 152  | Joniškis – Linkuva                         | 32,22 km  |
| K153 | 153  | Joniškis – Žagarė – Naujoji Akmenė         | 48,21 km  |
| K154 | 154  | Šiauliai – Gruzdžiai – Naujoji Akmenė      | 56,83 km  |
| K155 | 155  | Kuršėnai – Mažeikiai                       | 53,7 km   |
| K156 | 156  | Naujoji Akmenė – Venta                     | 18,04 km  |
| K157 | 157  | Kelmė – Tytuvėnai                          | 18,82 km  |
| K158 | 158  | Kelmė – Užventis                           | 27,37 km  |
| K159 | 159  | Užventis – Šaukėnai – Kuršėnai             | 39,89 km  |
| K160 | 160  | Telšiai – Varniai – Laukuva                | 49,38 km  |
| K161 | 161  | Telšiai – Seda                             | 24,18 km  |
| K162 | 162  | Laukuva – Šilalė                           | 16,63 km  |
| K163 | 163  | Ežerė – Mažeikiai                          | 9,19 km   |
| K164 | 164  | Mažeikiai – Plungė – Tauragė               | 142,15 km |
| K165 | 165  | Šilalė – Šilutė                            | 58,32 km  |
| K166 | 166  | Plungė – Vėžaičiai                         | 36,39 km  |
| K167 | 167  | Smiltynė – Nida                            | 50,98 km  |
| K168 | 168  | Klaipėda – Kretinga                        | 22,93 km  |
| K169 | 169  | Skuodas – Plungė                           | 47,85 km  |
| K170 | 170  | Mažeikiai – Skuodas                        | 52,95 km  |
| K171 | 171  | Bukiškis – Sudervė – Dūkštos               | 17,06 km  |
| K172 | 172  | Raudondvaris – Giedraičiai – Molėtai       | 53,81 km  |
| K173 | 173  | Molėtai – Pabradė                          | 42,34 km  |
| K174 | 174  | Ukmergė – Raguva – Nevėžis                 | 49,87 km  |
| K175 | 175  | Pagojė – Sedeikiai – Viešintos – Nociūnai  | 31,7 km   |
| K176 | 176  | Pirčiupiai – Jašiūnai                      | 26,64 km  |
| K177 | 177  | Visaginas – Ignalinos AE                   | 7,37 km   |
| K178 | 178  | Bradesiai – Dusetos – Daugailiai           | 29,19 km  |
| K179 | 179  | Dusetos – Degučiai – Dūkštas               | 41,42 km  |
| K180 | 180  | Druskininkai – Leipalingis – Seirijai      | 29,87 km  |
| K181 | 181  | Seirijai – Simnas – Igliauka               | 47,14 km  |
| K182 | 182  | Marijampolė – Liudvinavas – Krosna         | 22,44 km  |
| K183 | 183  | Ąžuolų Būda – Kazlų Rūda                   | 4,37 km   |
| K184 | 184  | Kiduliai – Ramoniškiai                     | 13,7 km   |
| K185 | 185  | Vilkaviškis – Gražiškiai                   | 24,05 km  |
| K186 | 186  | Kybartai – Vištytis                        | 21,49 km  |
| K187 | 187  | Gižai – Pilviškiai                         | 12,86 km  |
| K188 | 188  | Rumšiškės – Tadarava                       | 10,47 km  |
| K189 | 189  | Prienai – Skriaudžiai                      | 23,33 km  |
| K190 | 190  | Biržai – Germaniškis                       | 21,68 km  |
| K191 | 191  | Paliūniškis – Vabalninkas                  | 33,21 km  |
| K192 | 192  | Skapiškis – Pandėlys                       | 18,47 km  |
| K193 | 193  | Kvėdarna – Švėkšna – Saugos                | 38,86 km  |
| K194 | 194  | Užventis – Tryškiai – Viekšniai            | 55,8 km   |
| K195 | 195  | Kėdainiai – Krekenava – Panevėžys          | 56,8 km   |
| K196 | 196  | Ariogala – Raseiniai – Kryžkalnis          | 69,24 km  |
| K197 | 197  | Kryžkalnis – Rietavas – Vėžaičiai          | 85,05 km  |
| K198 | 198  | Jurbarkas – Skaudvilė                      | 41,03 km  |
| K199 | 199  | Tauragė – Žygaičiai – Vainutas             | 28,55 km  |
| K200 | 200  | Kalvarija – Gražiškiai – Vištytis          | 36 km     |
| K201 | 201  | Marijampolė – Kalvarija                    | 21,25 km  |
| K202 | 202  | Kirtimai – Pagiriai – Baltoji Vokė         | 27,23 km  |
| K203 | 203  | Kuršėnų Umgehung                           | 4,25 km   |
| K204 | 204  | Mažeikių Umgehung                          | 10,95 km  |
| K205 | 205  | Pasvalio Umgehung                          | 4,5 km    |
| K206 | 206  | Šilutė – Rusnė                             | 7,95 km   |
| K207 | 207  | Seda – Židikai                             | 19,34 km  |
| K208 | 208  | Utenos Umgehung                            | 1,93 km   |
| K209 | 209  | Joniškis – Žeimelis – Pasvalys             | 65,98 km  |
| K210 | 210  | Joniškio Umgehung                          | 7,67 km   |
| K211 | 211  | Linkuva – Žeimelis                         | 22,02 km  |
| K212 | 212  | Radviliškis – Pakruojis                    | 23,11 km  |
| K213 | 213  | Aleksandrija – Ginkūnai                    | 3,82 km   |
| K214 | 214  | Trakai – Senieji Trakai                    | 3,78 km   |
| K215 | 215  | Bubiai – Ramučiai                          | 17,89 km  |
| K216 | 216  | Gargždai – Kretinga                        | 22,68 km  |
| K217 | 217  | Klaipėda – Jokūbavas                       | 17,01 km  |
| K218 | 218  | Kretinga – Skuodas                         | 52,43 km  |
| K219 | 219  | Bugeniai – Pikeliai                        | 16,54 km  |
| K220 | 220  | Trakai – Rūdiškės – Pivašiūnai – Alytus    | 74,05 km  |
| K221 | 221  | Vievis – Aukštadvaris                      | 32,62 km  |
| K222 | 222  | Kaunas – Vandžiogala                       | 31,26 km  |
| K223 | 223  | Užventis – Varniai                         | 19,88 km  |
| K224 | 224  | Jonava – Liepiai – Pasraučiai              | 18,86 km  |
| K225 | 225  | Raseiniai – Baisogala                      | 49,8 km   |
| K226 | 226  | Kartena – Kūlupėnai – Salantai             | 19,27 km  |
| K227 | 227  | Jakai – Dovilai – Laugaliai                | 14,18 km  |
| K228 | 228  | Dauparai – Gargždai – Vėžaičiai            | 10,51 km  |
| K229 | 229  | Aristava – Kėdainiai – Cinkiškis           | 31,44 km  |
| K230 | 230  | Mauručiai – Vinčai – Puskelniai            | 30,04 km  |
| K231 | 231  | Vytinė – Vaitkuškis – Ukmergė              | 7,63 km   |
| K232 | 232  | Vilijampolė – Žeimiai – Šėta               | 48,68 km  |